# Zhang Chongyao
Zhang Chongyao (chiń. 张崇瑶; ur. 26 listopada 1985) – chiński zapaśnik w stylu wolnym. Olimpijczyk z Londynu 2012, gdzie zajął szesnaste miejsce kategorii 74 kg.
Dziewiąty na mistrzostwach świata w 2011. Siódmy na igrzyskach azjatyckich w 2014 i dwunasty w 2010. Zdobył trzy medale na mistrzostwach Azji, srebro w 2011 i 2013 roku.